# Corydoras brittoi
Corydoras brittoi é uma espécie de peixe siluriforme do gênero Corydoras, da família dos calíctidos. Habita em águas tropicais do centro de América do Sul.

## Taxonomia
Esta espécie foi descrita originalmente no ano 2016 pelos ictiólogos Luiz Fernando Caserta Tencatt e Willian Massaharu Ohara.
A localidade tipo referida é: “nas coordenadas: 09°06′47.4″S 60°25′14.1″Ou / -9.113167, -60.420583, sobre um afluente do rio Guariba, drenagem do rio Aripuanã, na bacia do rio Madeira, no município de Colniza, no distrito de Guariba, no estado de Mato Grosso, Brasil”.
O espécime-tipo foi catalogado como: MNRJ 43316; um adulto de 38,1 mm de comprimento. Foi capturado no dia 15 de julho de 2013, por W. M. Ohara, D. B. Hungria e B. Barros. Foi depositado no Museu Nacional (da UFRJ), localizado na cidade do Rio de Janeiro.

## Etimologia
Etimologicamente, o termo genérico Corydoras vem do grego, onde kóry é 'elmo', 'coraza', 'capacete', e douras é 'pele'. O que se refere à falta de escamas e a presença de escudos ósseos ao longo do corpo.
O nome específico brittoi é um epónimo genitivo, que se refere ao sobrenome da pessoa a quem foi dedicada: o ictiólogo Marcelo Ribeiro de Britto por suas extensas contribuições à taxonomia e sistêmica da Corydoradinae.

## Distribuição geográfica
Esta espécie habita águas tropicais da bacia do Amazonas, no centro-oeste da América do Sul. Vive na bacia do rio Madeira, mais especificamente em seu afluente rio Aripuanã, no estado de Mato Grosso, centro-oeste de Brasil.
É endêmica da ecorregião de água doce do Rio Madeira.